# Fodboldstadioner i Danmark
Det følgende er en liste af fodbold stadions i Danmark, sorteret ud fra UEFA's stadionkategorier.

## Kategori 4
| Stadion | By                 | Kapacitet | Sæder  | Klub(ber)    | Billede |
| ------- | ------------------ | --------- | ------ | ------------ | ------- |
| Parken  | Østerbro,København | 38.065    | 38.065 | FC København |         |

## Kategori 3
| Stadion               | By            | Kapacitet | Sæder  | Klub(ber)       | Billede |
| --------------------- | ------------- | --------- | ------ | --------------- | ------- |
| Brøndby Stadion       | Brøndbyvester | 29.000    | 23.400 | Brøndby IF      |         |
| Ceres Park            | Aarhus        | 21.175    | 21.175 | AGF             |         |
| Blue Water Arena      | Esbjerg       | 18.000    | 11.286 | Esbjerg fB      |         |
| Nature Energy Park    | Odense        | 15.790    | 13.990 | OB              |         |
| Aalborg Portland Park | Aalborg       | 15.615    | 8.300  | AaB             |         |
| MCH Arena             | Herning       | 12.152    | 7.401  | FC Midtjylland  |         |
| Vejle Stadion         | Vejle         | 11.060    | 7.559  | Vejle B         |         |
| CASA Arena Horsens    | Horsens       | 10.495    | 7.500  | AC Horsens      |         |
| Right to Dream Park   | Farum         | 10.300    | 9.800  | FC Nordsjælland |         |
| Cepheus Park Randers  | Randers       | 10.300    | 9.000  | Randers FC      |         |
| Energi Viborg Arena   | Viborg        | 10.000    | 9.566  | Viborg FF       |         |
| Jysk Park             | Silkeborg     | 10.000    | 6.000  | Silkeborg IF    |         |
| Sydbank Park          | Haderslev     | 10.000    | 5.100  | SønderjyskE     |         |

## Kategori 2
| Stadion               | By        | Kapacitet | Sæder | Klub(ber)   | Billede |
| --------------------- | --------- | --------- | ----- | ----------- | ------- |
| Gladsaxe Stadion      | Gladsaxe  | 13.507    | 7.707 | AB          |         |
| Pro Ventilation Arena | Hvidovre  | 12.000    | 4.600 | Hvidovre IF |         |
| Valby Idrætspark      | København | 12.000    | 4.400 | BK Frem     |         |

## Kategori 1 og andre
| Stadion                     | By               | Kapacitet | Sæder | Klub(ber)                          | Billede |  |
| --------------------------- | ---------------- | --------- | ----- | ---------------------------------- | ------- |  |
| DS Arena                    | Hobro            | 10.700    | 3.050 | Hobro IK                           |         |  |
| Lyngby Stadion              | Kongens Lyngby   | 10.100    | 3.100 | Lyngby BK                          |         |  |
| Vanløse Idrætspark          | København        | 10.000    | 3.600 | Vanløse IF                         |         |  |
| Harboe Arena Slagelse       | Slagelse         | 10.000    | 3.300 | Slagelse B&I                       |         |  |
| Hjørring Stadion            | Hjørring         | 10.000    | 3.050 | Vendsyssel FF + Fortuna Hjørring   |         |  |
| Næstved Stadion             | Næstved          | 10.000    | 2.300 | Næstved BK                         |         |  |
| Nykøbing Falster Idrætspark | Nykøbing Falster | 10.000    | 2.000 | Nykøbing FC                        |         |  |
| Kolding Stadion             | Kolding          | 10.000    | 1.500 | Kolding IF                         |         |  |
| Skive Stadion               | Skive            | 10.000    | 523   | Skive IK                           |         |  |
| Herfølge Stadion            | Herfølge         | 8.000     | 3.440 | Herfølge Boldklub                  |         |  |
| Sundby Idrætspark           | København        | 7.200     | 2.000 | Fremad Amager + B.1908 + Sundby BK |         |  |
| Monjasa Park                | Fredericia       | 6.000     | 2.500 | FC Fredericia                      |         |  |
| Roskilde Idrætspark         | Roskilde         | 6.000     | 512   | FC Roskilde                        |         |  |
| Østerbro Stadion            | København        | 4.400     | 1.200 | B.93                               |         |  |
| Køge Idrætspark             | Køge             | 4.000     | 1.500 | HB Køge                            |         |  |
| Helsingør Stadion           | Helsingør        | 4.000     | 1.000 | FC Helsingør                       |         |  |
| Sparekassen Thy Arena       | Thisted          | 4.000     | 754   | Thisted FC + FC THY-Thisted Q      |         |  |
| Gentofte Sportspark         | Gentofte         | 4.000     | 600   | HIK                                |         |  |
| Tingbjerg Idrætspark        | København        | 3.000     | 600   | Brønshøj BK                        |         |  |